# Cerococcus ficoides
Cerococcus ficoides är en insektsart som beskrevs av Green 1899. Cerococcus ficoides ingår i släktet Cerococcus och familjen Cerococcidae. Inga underarter finns listade i Catalogue of Life.